# Iberesia brauni
Iberesia brauni är en spindelart som först beskrevs av Ludwig Carl Christian Koch 1882.  Iberesia brauni ingår i släktet Iberesia och familjen Nemesiidae. Inga underarter finns listade i Catalogue of Life.